# Ловатская волость
Ловатская волость — волость Жиздринского уезда Калужской (с 1920 — Брянской) губернии. Административный центр — село Ловать.

## История
Ловатская волость образована в ходе реформы 1861 года. Первоначально в состав волости входило 12 селений: села Ловать и Воткино, сельцо Фролово, деревни Барановка, Белый Колодезь, Вяземки, Медведевка, Меховая, Почаевка, Полянная, Турьевка, Щигры.
На 1880 год в составе волости числилось 11 090 десятин земли. Население волости составляло в 1880 году — 6624, в 1892 — 8740, в 1913 — 11 417 человек.
В волости находится два церковных прихода. Один в селе Ловать — Церковь Георгия Победоносца. «Деревянная двухпрестольная одноэтажная церковь с колокольней построена на западной окраине села не ранее 1863 вместо прежней обветшавшей. Разрушена в 1941—1945». Второй в селе Воткино — Церковь Рождества Пресвятой Богородицы. «Кирпичная, первоначально однопрестольная церковь с колокольней построена в 1885 на средства прихожан вместо упразднённой деревянной Георгиевской. Закрыта и разрушена в середине XX века».
1 апреля 1920 года Жиздринский уезд и Ловатская волость в его составе были перечислены в Брянскую губернию.
В 1924 году в ходе укрупнения волостей Ловатская, Овсорокская, Огорская, Подбужская и часть Пупковской были объединены в Судимирскую волость.
В 1929 году Брянская губерния и все её уезды были упразднены, а их территория вошла в состав новой Западной области.
С 1944 года территория Ловатской волости относится к Хвастовичскому району Калужской области.